# Река (река, впадает в Адриатическое море)
Ре́ка (словен. Reka) или Тимаво (итал. Timavo) — река, протекающая через западную часть Словении и северо-восточную Италию. Является самой широкой из известных рек, пропадающих в карстовых полостях Карста. В среднем течении уходит под землю в Шкоцянских пещерах, которые в 1986 году были включены в список Всемирного наследия ЮНЕСКО. Впадает в Триестский залив Адриатического моря. Длина надземной части реки составляет 51 км, подземной — около 34 км, средний сток 8,26 м³/с. В 1970-е годы Река являлась наиболее загрязнённой рекой Словении.
Река начинается недалеко от горы Велики-Снежник, часть образующих её ручьёв находятся в Хорватии. В населённом пункте Шкоцянс река пропадает под землёй, уходя в Шкоцянские пещеры. Под землёй река проходит 38 км по словенскому Карсту и затем выходит на поверхность в Италии, где называется Тимаво. Через 2 км река впадает в один из каналов гавани города Монфальконе (регион Фриули-Венеция-Джулия).
Бассейн реки Река располагается на Бркинской синклинали эоценовых флишовых пород, окружённой карстовым районом. Площадь бассейна до стока в пещеры составляет 442 км². Область к северу от карстового региона относится к бассейну Дуная, а реки к югу стекают в Адриатическое море. В северной области имеется подземная бифуркация, от которой вода течёт к Дунаю и к ручью Быстрица, притоку Реки.
В долине реки расположен город Илирска-Бистрица и множество небольших деревень. Химические и деревообрабатывающие производства сильно загрязняли воды реки. В периоды средней полноводности 1969 и 1979 годов показатель BOD5 составлял от 100 до 200 мг/л, от реки шёл неприятный запах. В 1970-х годах были построены два водохранилища (для периодов низкой воды) и завод по очистке сточных вод. В 1990-х годах объёмы промышленного производства снизились и загрязнение уменьшилось.

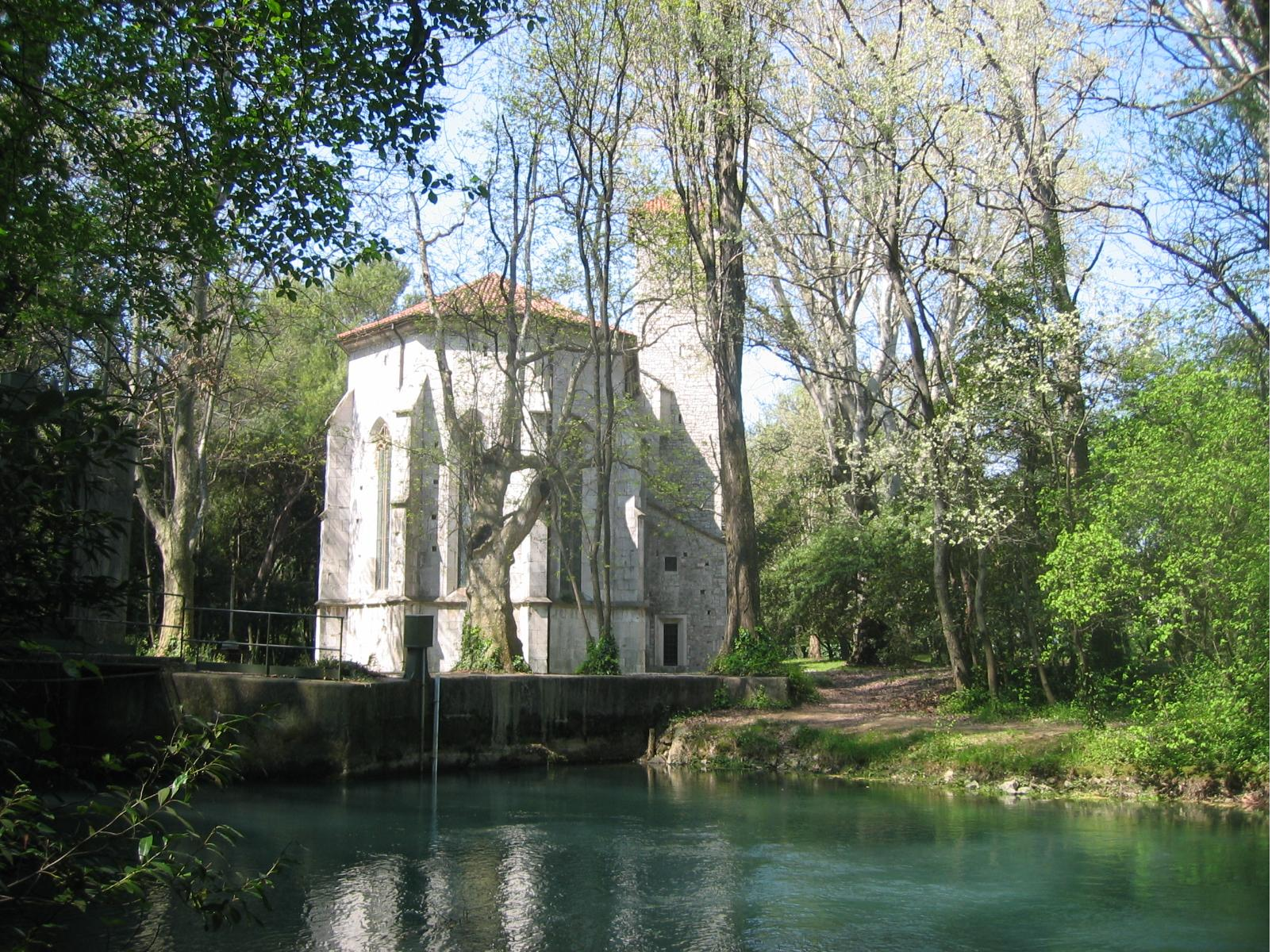
Река Тимаво у города Монфальконе
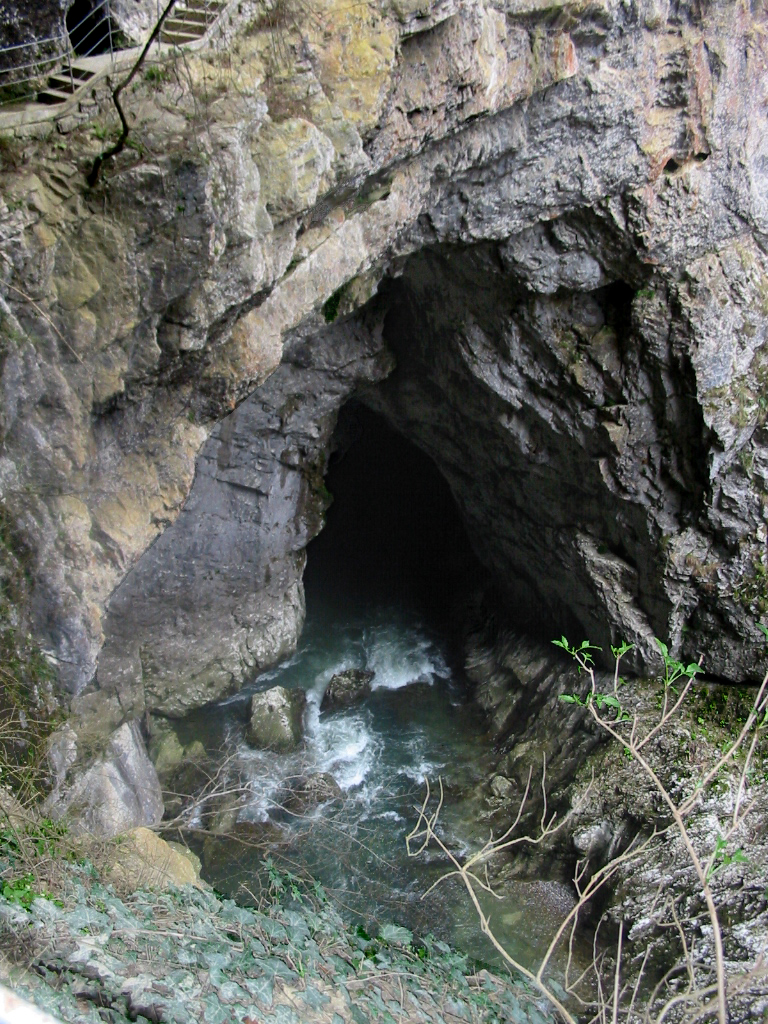
Понор Шкоцянских пещер